# Санта Анастазија (Кротоне)
Санта Анастазија је насеље у Италији у округу Кротоне, региону Калабрија.
Према процени из 2011. у насељу је живело 14 становника. Насеље се налази на надморској висини од 41 м.